# Розенбах Сергій Миколайович
Сергій Миколайович Розенбах (1861 — після 1917) — новозибківський повітовий предводитель дворянства, член IV Державної думи від Чернігівської губернії.

## Життєпис
Православного віросповідання. Спадковий дворянин Чернігівської губернії (з 1893 року). Землевласник тієї ж губернії (1430 десятин). Син члена Державної ради, генерала піхоти Миколи Оттоновича Розенбаха та Ольги Іванівни Жербіної.
Після закінчення Пажеського корпусу в 1879 році, з занесенням імені на мармурову дошку, став прапорщиком лейб-гвардії Преображенського полку. Служив у роті Його Величності Преображенського полку. У 1883 вийшов у відставку в званні підпоручника і протягом двох років опановував практику сільського господарства в Пензенській губернії, після чого сім років служив помічником головного управителяБрасовським маєтком великого князя Михайла Олександровича. Його зарахували до Головного управління уділів, мав чин титулярного радника.
У 1892 році придбав маєток у Новозибківському повіті Чернігівської губернії, при селі Карпилівці та селі Спіридонова Буда, де зайнявся сільським господарством та громадською діяльністю. З 1894 року був обраний гласним Новозибківських повітових земських зборів та почесним мировим суддею. У 1899 році був обраний повітовим предводителем дворянства. На даній посаді перебував до 1904 року, коли вийшов у відставку за сімейними обставинами і переїхав до Саратовської губернії, прийнявши управління широкими саратовськими та пензенськими маєтками Наришкіних. У 1911 році, після ліквідації більшої їх частини, повернувся до свого чернігівського маєтку, де знову зайнявся сільським господарством. Був членом «Союзу 17 жовтня».
У 1912 році був обраний членом Державної думи від з'їзду землевласників Чернігівської губернії. Входив до фракції октябристів. Був секретарем бібліотечної комісії, а також членом комісій: з виконання державного розпису доходів і видатків, у справах православної церкви та сільськогосподарської. 9 серпня 1913 року склав депутатські повноваження «за сімейними обставинами», на його місце було обрано Василя Ханенка.
Доля після 1917 року невідома.

## Сім'я
З 1886 року був одружений з Катериною Василівною Приселковою. Їхні діти:
- Микола (1887—1919), випускник Олександрівського ліцею (1908), служив у Міністерстві юстиції. Помер у Варшаві.
- Гліб (1890—1917), в 1905—1908 роках навчався в Олександрівському ліцеї, помер 1 червня 1917 в Ялті.
- Дмитро (1892-?), репресований 1951 року, засуджений на десять років. Реаблітований у 1988 році[1].
- Олег (1894-?)